# Надія (Лозуватська сільська громада)
Надія (до 2016 року — Радгоспне) — село в Україні, в Криворізькому районі Дніпропетровської області. Входить до складу Лозуватської сільської громади. 
До 2020 року орган місцевого самоврядування — Вільненська сільська рада. Населення — 273 мешканців.

## Населення

### Мова
Розподіл населення за рідною мовою за даними перепису 2001 року:
| Мова       | Кількість | Відсоток |
| ---------- | --------- | -------- |
| українська | 257       | 94.14%   |
| російська  | 16        | 5.86%    |
| Усього     | 263       | 100%     |

## Географія
Село розташоване за 4 км від берега Карачунівського водосховища, за 3 км від околиць міста Кривий Ріг. По селу протікає пересохлий струмок із загатою. Поруч проходять автомобільна дорога Н23 і залізниця, станція Карачуни за 4,5 км.